# Riverside County
Das Riverside County ist ein County im südöstlichen Teil Kaliforniens. Der Verwaltungssitz (County Seat) ist Riverside. Zusammen mit dem San Bernardino County bildet es die Metropolregion Inland Empire östlich von Los Angeles.

## Geographie
Geographisch besteht das County fast ausschließlich aus Wüste, lediglich im Westen herrscht mediterranes Klima. Andererseits liegt auch der Großteil des Joshua Tree National Park im County. Das County ist vor allem wegen der günstigen Grundstückskosten bei Pendlern beliebt, die in Los Angeles und San Diego arbeiten. Zusammen mit dem San Bernardino County bildet das Riverside County das Inland Empire, regional auch bekannt als I.E.
Das Riverside County grenzt im Südosten an das Imperial County, im Südwesten an das San Diego County, im Westen an das Orange County, im Norden an das San Bernardino County und im Osten an das La Paz County in Arizona. Die Distanz vom östlichsten zum westlichsten Punkt des Countys beträgt ungefähr 290 Kilometer. Der ganze Bundesstaat New Jersey hat ungefähr die gleiche Fläche wie das Riverside County. Die Fahrtzeit vom Verwaltungssitz Riverside in die östlichste Stadt Blythe wurde von der Verwaltung in offiziellen Dokumenten mit drei Stunden angegeben. Die östliche Countygrenze bildet der Colorado River.
Mit 2.189.641 Einwohnern (Stand der Volkszählung 2010) und einer Fläche von 18.915 km², von der 18.667 km² Landfläche sind, beträgt die Bevölkerungsdichte 117,3 Einwohner pro Quadratkilometer. Das Riverside County hat unter den 58 Countys in Kalifornien die vierthöchste Einwohnerzahl und ist im Betrachtungszeitraum 1960 bis 2010 eine der am schnellsten wachsenden Gegenden des Bundesstaates. Um die Hauptstadt Riverside herum und an den Interstates 10, 15 und 215 liegen weit ausgedehnte Wohnsiedlungen.
Von der Bevölkerung wird das County oft in einzelne Regionen eingeteilt, so wird zum Inland Empire häufig nur der Bereich westlich des San-Gorgonio-Passes gezählt, während der östliche Teil des Countys der Mojave- oder Colorado-Wüste zugerechnet wird. Jedoch lässt sich das County aufgrund seiner Größe und geographischen Vielfalt auf vielerlei Arten gliedern.
Das zentral gelegene Coachella Valley ist vor allem für Urlaubs- und Erholungsorte wie Palm Springs, Palm Desert, Indian Wells, La Quinta, Rancho Mirage und Desert Hot Springs bekannt. Zuletzt waren es jedoch speziell die Orte im westlichen County, die ein rasantes Wachstum erfahren haben, da sich viele in der Region Los Angeles beschäftigte Pendler hier auf der Suche nach bezahlbaren Wohnungen niederließen. Im Südwesten ist zudem ein beträchtlicher Bevölkerungszustrom aus der Metropolregion San Diego–Tijuana zu verzeichnen. So waren die dortigen Städte Murrieta und Temecula für 20 % des Bevölkerungswachstums zwischen 2000 und 2007 verantwortlich.

### Orte

#### Städte
| Name der Stadt          | Einwohnerzahl (2010) | Fläche      | Höhe  | mittleres Haushaltseinkommen (2008–2012) | Erhalt des Stadtrechts (Inkorporation) |
| ----------------------- | -------------------- | ----------- | ----- | ---------------------------------------- | -------------------------------------- |
| Banning                 | 29.603               | 59,826 km²  | 716 m | 38.919 $                                 | 1913                                   |
| Beaumont                | 36.877               | 80,098 km²  | 796 m | 67.758 $                                 | 1912                                   |
| Blythe                  | 20.817               | 69,855 km²  | 83 m  | 48.327 $                                 | 1916                                   |
| Calimesa                | 7.879                | 38,454 km²  | 729 m | 44.817 $                                 | 1990                                   |
| Canyon Lake             | 10.561               | 12,099 km²  | 422 m | 74.133 $                                 | 1990                                   |
| Cathedral City          | 51.200               | 56,349 km²  | 100 m | 44.763 $                                 | 1981                                   |
| Coachella               | 40.704               | 74,981 km²  | −21 m | 41.611 $                                 | 1946                                   |
| Corona                  | 152.374              | 100,829 km² | 206 m | 78.982 $                                 | 1896                                   |
| Desert Hot Springs      | 25.938               | 61,233 km²  | 328 m | 32.883 $                                 | 1963                                   |
| Eastvale                | 53.668               | 29,644 km²  | 191 m | 109.841 $                                | 2010                                   |
| Hemet                   | 78.657               | 72,124 km²  | 486 m | 33.460 $                                 | 1910                                   |
| Indian Wells            | 4.958                | 37,790 km²  | 27 m  | 100.742 $                                | 1967                                   |
| Indio                   | 76.036               | 75,600 km²  | −4 m  | 50.528 $                                 | 1930                                   |
| Jurupa Valley           | 97.496               | 112,7 km²   | 230 m | 55.516 $                                 | 2011                                   |
| Lake Elsinore           | 51.821               | 107,970 km² | 395 m | 62.436 $                                 | 1888                                   |
| La Quinta               | 37.467               | 92,078 km²  | 41 m  | 72.099 $                                 | 1982                                   |
| Menifee                 | 77.519               | 120,711 km² | 440 m | 53.415 $                                 | 2008                                   |
| Moreno Valley           | 193.365              | 133,319 km² | 497 m | 55.872 $                                 | 1984                                   |
| Murrieta                | 103.466              | 87,058 km²  | 334 m | 75.485 $                                 | 1991                                   |
| Norco                   | 27.063               | 36,980 km²  | 195 m | 82.074 $                                 | 1964                                   |
| Palm Desert             | 48.445               | 69,966 km²  | 67 m  | 53.456 $                                 | 1973                                   |
| Palm Springs            | 44.552               | 245,984 km² | 146 m | 45.404 $                                 | 1938                                   |
| Perris                  | 68.386               | 81,594 km²  | 443 m | 46.435 $                                 | 1911                                   |
| Rancho Mirage           | 17.218               | 64,326 km²  | 83 m  | 77.304 $                                 | 1973                                   |
| Riverside (County Seat) | 303.871              | 210,941 km² | 262 m | 56.403 $                                 | 1883                                   |
| San Jacinto             | 44.199               | 67,679 km²  | 477 m | 47.453 $                                 | 1888                                   |
| Temecula                | 100.097              | 78,133 km²  | 358 m | 78.668 $                                 | 1989                                   |
| Wildomar                | 32.176               | 61,351 km²  | 387 m | 60.219 $                                 | 2008                                   |

1. ↑  Schätzung von 2012, da die Stadt erst nach der Volkszählung 2010 gebildet wurde.

#### Census-designated places
- Aguanga
- Anza
- Bermuda Dunes
- Cabazon
- Cherry Valley
- Coronita
- Crestmore Heights
- Desert Center
- Desert Edge
- Desert Palms
- East Hemet
- El Cerrito
- El Sobrante
- French Valley
- Garnet
- Good Hope
- Green Acres
- Highgrove
- Home Gardens
- Homeland
- Idyllwild-Pine Cove
- Indio Hills
- Lake Mathews
- Lake Riverside
- Lakeland Village
- Lakeview
- March Air Reserve Base
- Mead Valley
- Meadowbrook
- Mecca
- Mesa Verde
- Mountain Center
- North Shore
- Nuevo
- Oasis
- Ripley
- Romoland
- Sky Valley
- Temescal Valley
- Thermal
- Thousand Palms
- Valle Vista
- Vista Santa Rosa
- Warm Springs
- Whitewater
- Winchester
- Woodcrest

#### Indianerreservate
Im Riverside County gibt es zwölf staatlich anerkannte Indianerreservate. Somit liegt es gemessen an der Anzahl zusammen mit dem Sandoval County in New Mexico auf dem zweiten Platz hinter dem San Diego County mit 18 Reservaten.
- Agua Caliente Indian Reservation
- Augustine Indian Reservation
- Cabazon Indian Reservation
- Cahuilla Indian Reservation
- Colorado River Indian Reservation (teilweise im San Bernardino County und La Paz County (Arizona) gelegen)
- Morongo Indian Reservation
- Pechanga Indian Reservation
- Ramona Band of Cahuilla
- Santa Rosa Indian Reservation
- Soboba Band of Mission Indians
- Torres-Martinez Indian Reservation (teilweise im Imperial County gelegen)
- Twenty-Nine Palms Indian Reservation (teilweise im San Bernardino County gelegen)

#### Naturschutzgebiete
- Cleveland National Forest (teilweise im San Diego County und Orange County gelegen)
- Coachella Valley National Wildlife Refuge
- Joshua-Tree-Nationalpark (teilweise im San Bernardino County gelegen)
- San Bernardino National Forest (teilweise im San Bernardino County gelegen)
- Santa Rosa and San Jacinto Mountains National Monument

## Geschichte
Das Riverside County wurde am 9. Mai 1893 aus Teilen des San Bernardino County und des San Diego County geschaffen. Zuvor hatten sich am 2. Mai desselben Jahres 70 % der Wähler für dessen Gründung entschieden und die gleichnamige Stadt Riverside zum Verwaltungssitz bestimmt.
Am 25. Dezember 1899 und 21. April 1918 ereignete sich in San Jacinto jeweils ein schweres Erdbeben.
Dr. June McCarroll aus Indio schlug im Jahr 1915 die Verwendung von Fahrbahnbegrenzungen vor, weshalb das Riverside County als Geburtsort der Fahrstreifen gilt. Später avancierte das County zu einem bedeutsamen Kundgebungsort in der Zeit der Civil rights movements; besonders Riversides afroamerikanisch geprägten Stadtteilen sowie den Orten im Coachella Valley mit hohem Anteil Hispanics, die von César Chávez besucht wurden, kam eine wichtige Rolle zu.
In den frühen 1980er Jahren ging die Countyverwaltung gegen Indianerkasinos vor, indem versucht wurde, kleine Spielsalons der Morongo Band of Mission Indians und Cabazon Band of Mission Indians zu schließen. Die Ureinwohner gingen hieraufhin gegen die Verwaltung vor und bekamen vom Obersten Gerichtshof am 25. Februar 1987 das Recht zugesprochen, Casinos zu betreiben. Im Jahr 1988 erließ der Kongress mit dem Indian Gaming Regulatory Act ein Gesetz zu den Verbindungen zwischen staatlichen Verwaltungsbehörden und Indianern. Heute betreiben beide Stämme große Casinoanlagen.
Im Riverside County liegen zwei National Historic Landmarks, das Mission Inn und das Harada House. Insgesamt sind 58 Bauwerke und Stätten des Countys im National Register of Historic Places eingetragen.
Das County ist wiederkehrend von großen Bränden betroffen und ganze Ortschaften mussten z. B. 2024 und 2025 evakuiert werden.

## Riverside County und die Finanzkrise 2008–2010
Riverside County ist einer der bevölkerungsreichsten Bezirke Südkaliforniens. Die Hügel neben den Autobahnen sind überzogen von Trabantenstädten, Einfamilienhäusern in endlosen Reihen, hauptsächlich in den Farben beige, braun und ocker. Fast nirgends im Land wurde zwischen 2000 und 2010 mehr gebaut als hier und fast nirgends im Land wurden in den Jahren 2009 und 2010 mehr Häuser zwangsvollstreckt.

## Demografische Daten

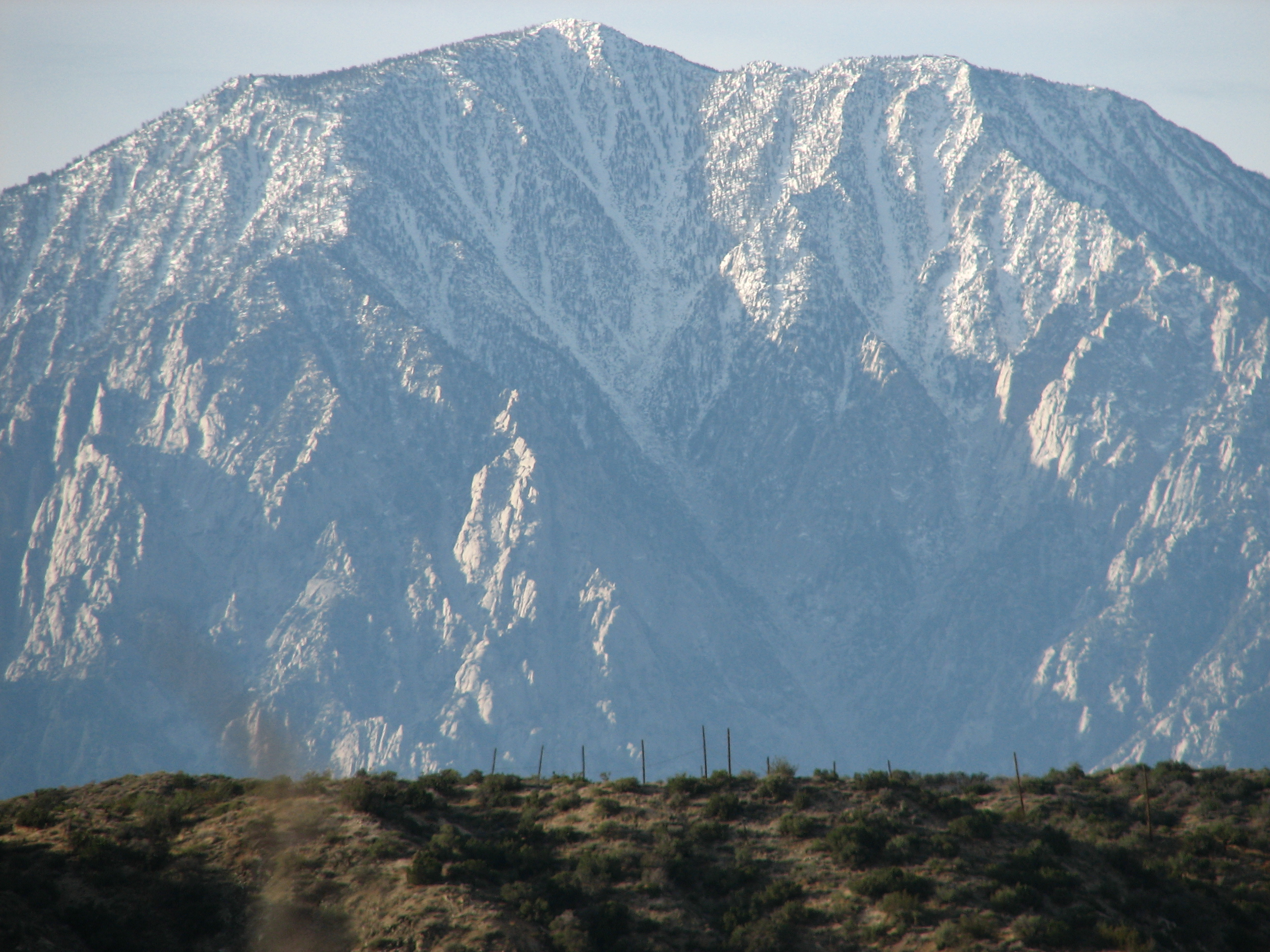
Der San Jacinto Peak

Nach der Volkszählung im Jahr 2000 lebten im Riverside County 1.545.387 Menschen. Es gab 506.218 Haushalte und 372.576 Familien. Die Bevölkerungsdichte betrug 83 Einwohner pro Quadratkilometer. Ethnisch betrachtet setzte sich die Bevölkerung zusammen aus 65,58 % Weißen, 6,24 % Afroamerikanern, 1,18 % amerikanischen Ureinwohnern, 3,69 % Asiaten, 0,25 % Bewohnern aus dem pazifischen Inselraum und 18,69 % aus anderen ethnischen Gruppen; 4,37 % stammten von zwei oder mehr ethnischen Gruppen ab. 36,21 % der Bevölkerung waren spanischer oder lateinamerikanischer Abstammung.
Von den 506.218 Haushalten hatten 38,90 % Kinder und Jugendliche unter 18 Jahre, die bei ihnen lebten. 56,50 % waren verheiratete, zusammenlebende Paare, 12,00 % waren allein erziehende Mütter. 26,40 % waren keine Familien. 20,70 % waren Singlehaushalte und in 9,30 % lebten Menschen im Alter von 65 Jahren oder darüber. Die Durchschnittshaushaltsgröße betrug 2,98 und die durchschnittliche Familiengröße lag bei 3,47 Personen.
Auf das gesamte County bezogen setzte sich die Bevölkerung zusammen aus 30,30 % Einwohnern unter 18 Jahren, 9,20 % zwischen 18 und 24 Jahren, 28,90 % zwischen 25 und 44 Jahren, 18,90 % zwischen 45 und 64 Jahren und 12,70 % waren 65 Jahre alt oder darüber. Das Durchschnittsalter betrug 33 Jahre. Auf 100 weibliche Personen kamen 99,10 männliche Personen, auf 100 Frauen im Alter ab 18 Jahren kamen statistisch 96,80 Männer.
Das jährliche Durchschnittseinkommen eines Haushalts betrug 42.887 USD, das Durchschnittseinkommen der Familien betrug 48.409 USD. Männer hatten ein Durchschnittseinkommen von 38.639 USD, Frauen 28.032 USD. Das Prokopfeinkommen betrug 18.689 USD. 14,20 % Prozent der Bevölkerung und 10,70 % der Familien lebten unterhalb der Armutsgrenze. 18,50 % davon waren unter 18 Jahre und 7,60 % waren 65 Jahre oder älter.